# Evangelisch-Lutherisches Dekanat Pappenheim
Das Evangelisch-Lutherische Dekanat Pappenheim ist eines der zehn Dekanate des Kirchenkreises Nürnberg. Sitz ist Pappenheim, eine Stadt im mittelfränkischen Landkreis Weißenburg-Gunzenhausen. Amtierender Dekan ist Wolfgang Popp.

## Geografie
Der Dekanatsbezirk liegt im Naturpark Altmühltal und deckt im Wesentlichen den Südosten des Landkreises Weißenburg-Gunzenhausen sowie den Westen des Landkreises Eichstätt ab.

## Geschichte
Erst in der Reformationszeit konnte sich die Herrschaft Pappenheim zu einem geschlossenen Territorium entwickeln. Die Herrschaft gehörte zum Kanton Altmühl der Reichsritterschaft. 1628 wurde Gottfried Heinrich zu Pappenheim in den Grafenstand erhoben, allerdings ohne Reichsstandschaft.
Die Patronatsrechte und Präsentationsrechte lagen aber vielerorts bei geistlichen Herrschaften, namentlich beim Hochstift Eichstätt, beim Kloster St. Walburg oder beim Chorherrenstift Rebdorf. In Alesheim, Trommetsheim, Theilenhofen und Wachstein lag die Kirchenhoheit zwar bei Pappenheim wurde aber vom Ansbach bestritten. Umgekehrt hatte Ansbach die Kirchenhoheit über die Pfarrei Emetzheim im pappenheimschen Territorium. Hemmend wirkte sich für die Reformation in der Grafschaft aus, dass das Familienoberhaupt Veit zu Pappenheim (1535–1600) Reichserbmarschall des Kaisers war. Darüber hinaus hatten Familienmitglieder hohe geistige Ämter inne. So war Christoph von Pappenheim von 1535 bis 1539 Bischof von Eichstätt, Georg von Pappenheim von 1548 bis 1563 Bischof von Regensburg und Matthäus von Pappenheim ab 1496 Kanoniker am Stift Ellwangen. Das Familienoberhaupt der Pappenheim war bei so wichtigen Entscheidungen wie der Einführung der Reformation an die Zustimmung andere Familienmitglieder gebunden. In Pappenheim ging der Anstoß zur Reformation von den Augustiner-Eremiten aus. Bis 1539 hatten fast alle Mönche das Kloster verlassen und teilweise auch geheiratet. Der Schmalkaldische Krieg und die Annahme des Augsburger Interims durch Pappenheim verhinderten zunächst die Ausbreitung der neuen Lehre. Der Augsburger Religionsfriede gestattete auch der Ritterschaft die Einführung der lutherischen Lehre. Pappenheim erklärte sich 1555 offiziell für evangelisch. In der Herrschaft Pappenheim vollzog sich der Übergang zum evangelischen Kirchenwesen graduell. Die Zeitpunkte, wann evangelisch gepredigt oder die Sakramente vollzogen wurden, sind nur ungefähr fassbar: um 1540 in Bieswang, Büttelbronn, Dietfurt, um 1543 Rehlingen, um 1545 in Dettenheim, Graben, Niederpappenheim und Pappenheim, um 1548 in Neudorf, um 1550 in Suffersheim, 1572 in Langenaltheim.
Die ursprüngliche Pfarrkirche in Pappenheim war St. Gallus, die sich heute im Besitz der Stadt befindet. Die Kirche Zu unserer lieben Frauen wurde im Zuge der Reformation Pfarrkirche.
Treuchtlingen wurde 1555 evangelisch. Mit dem General der Katholischen Liga Gottfried Heinrich zu Pappenheim wurde Treuchtlingen 1619 wieder katholisch. Die evangelische Bevölkerung besuchte trotz Verbots aber weiterhin die Gottesdienste im ansbachischen Wettelsheim oder in den pappenheimischen Orten Dietfurt und Schambach. Mit dem Westfälischen Frieden kam Treuchtlingen zu Ansbach. Der erste evangelische Pfarrer taucht um 1700 auf. Als Kirche diente die ehemalige Frühmesskapelle Beatae Mariae Virginis. Sie war nach dem Dreißigjährigen Krieg in einem schlechten Zustand. Markgraf Carl Wilhelm Friedrich ließ von seinem Hofbaumeister Johann David Steingruber einen Neubau, die Markgrafenkirche, errichten.
Die obere Pfarrei St. Maria in Markt Berolzheim wurde, wie Solnhofen und Wettelsheim bereits 1528 unter Ansbacher Hoheit evangelisch. In der unteren Pfarrei St. Michael in Markt Berolzheim konnte Ansbach sich erst 1563 gegen Eichstätt durchsetzen. Auch in Bubenheim war Ansbach als Landesherr die treibende Kraft für die Reformation. 1528 war Bubenheim evangelisch geworden. Patronatsherren waren die Fuchs von Bimbach. Deren Konfessionswechsel führte zwischen 1627 und 1633 zu gegenreformatorische Bestrebungen, die jedoch von Ansbach vereitelt werden konnten.
Für die pappenheimischen Pfarreien wurde 1660 ein Konsistorium eingerichtet. 1803 wurden die preußischen Gemeinden abgegeben. Am 7. Dezember 1810 wurde ein bayerisches Dekanat errichtet. Neben den pappenheimischen Gemeinden und Solnhofen gehörte ursprünglich auch Untermaxfeld dazu, wurde aber 1857 abgegeben. Treuchtlingen (1857), Eichstätt (Neugründung 1864) sowie Berolzheim und Wettelsheim (1925) kamen später dazu.
Bei der Synode 2024 wurde von der Regionalbischöfin Elisabeth Hann von Weyhern mitgeteilt, dass sich die Struktur der evangelischen Kirche in Bayern sehr stark ändere. Durch eine Austrittswelle in Bayern habe das Dekanat Pappenheim mit 16.000 Gläubigen (März 2024) auf lange Sicht keine Möglichkeit mehr, selbstständig zu bleiben. Mit dem Eintritt von Dekan Popp im Jahre 2025 in den Ruhestand soll die Stelle nicht mehr besetzt werden.

## Kirchengemeinden
Im Dekanatsbezirk leben 18.500 Gemeindeglieder in 21 Kirchengemeinden. Der Westen des Dekanatsbezirks ist traditionell evangelisch geprägt, während Osten Diasporagebiet darstellt. Im Folgenden sind die Pfarreien mit ihren Kirchengemeinden und Kirchengebäuden aufgeführt:
- Pfarrei Bieswang
  - Kirchengemeinde Bieswang, St. Martin
- Pfarrei Dettenheim
  - Kirchengemeinde Dettenheim, St. Nikolaus
  - Kirchengemeinde Graben, St. Kunigund
- Pfarrei Dietfurt-Schambach
  - Kirchengemeinde Dietfurt, St. Johann Baptist
  - Kirchengemeinde Schambach, St. Willibald
- Pfarrei Eichstätt
  - Kirchengemeinde Eichstätt, Erlöserkirche und Konstein, Apostelkirche
- Pfarrei Kipfenberg
  - Kirchengemeinde Kipfenberg, Christuskirche (1957)
- Pfarrei Langenaltheim
  - Kirchengemeinde Langenaltheim, Kirche St. Willibald, Kapelle St. Johannes
- Pfarrei Markt Berolzheim
  - Kirchengemeinde Markt Berolzheim-St. Maria, obere Pfarrei St. Maria
  - Kirchengemeinde Markt Berolzheim-St. Michael, untere Pfarrei St. Michael
- Pfarrei Neudorf
  - Kirchengemeinde Neudorf, St. Jakobus (15. Jh.)
  - Kirchengemeinde Suffersheim, St. Michael
- Pfarrei Pappenheim
  - Sprengel I
    - Kirchengemeinde Pappenheim, Stadtkirche ehem. zu unserer lieben Frauen, St. Gallus, Augustiner-Kloster-Kirche, Burgkapelle

  - Sprengel II Bergpfarrei
    - Kirchengemeinde Niederpappenheim, St. Michael mit Übermatzhofen, St. Georg
    - Kirchengemeinde Osterdorf, St. Erhard
- Pfarrei Rehlingen
  - Kirchengemeinde Büttelbronn, St. Trinitatis mit Monheim, Peterskapelle (röm.-kath. in Erbpacht)
  - Kirchengemeinde Rehlingen, St. Laurentius
- Pfarrei Solnhofen
  - Kirchengemeinde Solnhofen, St. Veit
- Pfarrei Treuchtlingen
  - Kirchengemeinde Treuchtlingen, Markgrafenkirche Treuchtlingen
- Pfarrei Wettelsheim
  - Kirchengemeinde Bubenheim, St. Ulrich zum Heiligen Kreuz
  - Kirchengemeinde Wettelsheim, Dorfkirche Christuskirche, Friedhofkirche Martinskirche